# Eteobalea isabellella
Eteobalea isabellella ist ein Schmetterling (Nachtfalter) aus der Familie der Prachtfalter (Cosmopterigidae).

## Merkmale
Die Falter erreichen eine Flügelspannweite von 9 bis 16 Millimeter. Der Kopf ist gelblich weiß und hinten goldfarben durchmischt. Die ersten beiden Drittel der Fühler glänzen dunkelbraun und sind weißlich geringelt. Im letzten Drittel befinden sich fünf weiße Ringe. Der Thorax glänzt goldbraun und ist hinten glänzend weiß gesäumt. Die Vorderflügel glänzen ebenso goldbraun und haben am Flügelinnenrand an der Basis gelbliche Striche. Zur Zeichnung der Vorderflügel zählen einige erhabene goldene Flecke. In der Nähe der Vorderflügelbasis sind drei goldene Flecke auf einer schräg nach außen verlaufenden Linie angeordnet. Diese beginnt unmittelbar unterhalb der Costalader und reicht bis über die Analfalte hinaus. Ein weißer Costalfleck, der manchmal auch fehlt, liegt bei 1/5 der Vorderflügellänge. Er ist außen mit drei goldenen Flecken verbunden, die auf einer schräg nach außen verlaufenden und nach innen bis zum Flügelinnenrand gekrümmten Linie liegen. Der zweite weiße Costalfleck befindet sich bei 2/3 der Vorderflügellänge und ist außen mit einem goldenen Fleck verbunden. Der dritte weiße Costalfleck liegt bei 3/4 der Vorderflügellänge. Er ist mit einem direkt darunter liegenden goldenen Fleck verbunden. Weiterhin sind mehrere goldene Flecke angelegt. Der erste Subdorsalfleck liegt etwas außerhalb vom zweiten Costalfleck. Der zweite befindet sich oberhalb der Flügelmitte zwischen dem zweiten und dem dritten Costalfleck. Der dritte Fleck liegt am Innenwinkel einwärts vom dritten Costalfleck und der vierte Fleck befindet sich am Apex. Im Apikalbereich verteilen sich sechs bis acht kleine goldene Striche. Die Hinterflügel glänzen grau. Das Abdomen glänzt graubraun und schimmert golden.
Bei den Männchen verjüngt sich das Tegumen distal leicht und hat hinten eine „U“-förmige Ausbuchtung. Das rechte Brachium ist gebogen und knapp zweimal so lang wie das linke. Es hat einen stark verbreiterten und stark sklerotisierten Apex und an der Basisinnenseite einen kleinen Lobus. Das linke Brachium ist gebogen und hat einen stumpfen Apex. Die Valven sind konkav und haben einen kurzen rundlichen Cucullus. Die rechte Valvella ist groß und parallelwandig. Sie ist ungefähr so lang wie der röhrenförmige Teil des Aedeagus und verjüngt sich distal zu einem rundlichen Apex. Der Aedeagus ist leicht gekrümmt. Der bauchige Teil ist oval, der röhrenförmige Teil ist ziemlich breit und verjüngt sich zu einer scharfen Spitze.
Bei den Weibchen ist das achte Segment länger als breit. Das Ostium ist halbkreisförmig. Das Sterigma ist sichelförmig. Der Ductus bursae ist etwas kürzer als das Corpus bursae. Das Corpus bursae ist oval und hat hinten einen kurzen, breiten, sich abrupt verjüngenden Fortsatz. Es sind zwei große schuppenförmige Signa unterschiedlicher Größe ausgebildet.

### Ähnliche Arten
Eteobalea isabellella unterscheidet sich von allen anderen Arten der Gattung durch die goldbraune Färbung Vorderflügel und die zahlreichen erhabenen goldglänzenden Flecke auf den Vorderflügeln.

## Verbreitung
Eteobalea isabellella ist in Südeuropa beheimatet. Im Norden reicht das Verbreitungsgebiet bis Rumänien. Die Art kommt auch in Kleinasien und in Nordafrika vor.

## Biologie
Die Biologie der Art ist unbekannt. Die Falter wurden von Ende Mai bis Anfang September gesammelt.

## Systematik
Aus der Literatur sind folgende Synonyme bekannt:
- Ornix isabellella Costa, [1836]
- Ornix hisabellella Costa, [1836]
- Stagmatophora opulentella Herrich-Schäffer, 1853
- Stagmatophora rutilella Chrétien, 1896

## Belege
1. 1 2 3 4 5 6 7  J. C. Koster, S. Yu. Sinev: Momphidae, Batrachedridae, Stathmopodidae, Agonoxenidae, Cosmopterigidae, Chrysopeleiidae. In: P. Huemer, O. Karsholt, L. Lyneborg (Hrsg.): Microlepidoptera of Europe. 1. Auflage. Band 5. Apollo Books, Stenstrup 2003, ISBN 87-88757-66-8, S. 146 (englisch).
2. ↑  Eteobalea isabellella bei Fauna Europaea. Abgerufen am 23. Februar 2012